# Cathédrale de Llandaff
La cathédrale de Llandaff (en gallois : Eglwys Gadeiriol Llandaf) à Cardiff est le siège du Diocèse de Llandaff de l'Église au pays de Galles, anglicane. C'est l'une des deux cathédrales de Cardiff, l'autre étant la Cathédrale Saint-David de Cardiff, catholique, dans le centre-ville.
Elle est située dans le quartier de Llandaff et dédiée à Saint Pierre et Saint Paul ainsi qu'à trois saints gallois : Dubrice de Llandaf (en gallois: Dyfrig), Teilo et Oudoceus (en gallois: Euddogwy).

## Historique
Le bâtiment actuel a été construit au XIIe siècle sur le site d'une ancienne église.

## Source
- (en) Cet article est partiellement ou en totalité issu de l’article de Wikipédia en anglais intitulé « Llandaff Cathedral » (voir la liste des auteurs).